# Incisa in Val d'Arno
Incisa in Val d'Arno es una localidad italiana de la provincia de Florencia, región de Toscana, con 6.129 habitantes.Esta hermanada con Malgrat de Mar,España. 

Ubicación de la ciudad de Incisa in Val d'Arno dentro de la provincia de Florencia.